# Celso Grebogi
Celso Grebogi (ur. 27 lipca 1947 r. w Kurytybie) – brazylijski naukowiec polskiego pochodzenia, fizyk teoretyk, matematyk i chemik, znany z osiągnięć w dziedzinie teorii chaosu.
Pracuje na Uniwersytecie w Aberdeen w Szkocji, w Wielkiej Brytanii. Razem z dwoma amerykańskimi fizykami (Edward Ott i James York) należy do grupy twórców metody nazwanej od pierwszych liter nazwisk jej autorów metodą OGY (Ott-Grebogi-York), z dziedziny kontrolowania chaosu. Za opracowanie tej teorii jej twórcy byli m.in. w 2016 r. jednymi z kandydatów do Nagrody Nobla w dziedzinie fizyki.